# المحيطي (مسلسل)
المحيطي (بالإنجليزية: The Peripheral)‏ هو مسلسل خيال علمي أمريكي مبني على كتاب يحمل نفس الاسم للكاتب ويليام جيبسون، المسلسل من بطولة كلوي غرايس موريتز، غاري كار وجاك رينور، صدر المسلسل على منصة أمازون برايم في 21 أكتوبر 2022.

## روابط خارجية
- المحيطي (مسلسل) على موقع IMDb (الإنجليزية)
- المحيطي (مسلسل) على موقع ميتاكريتيك (الإنجليزية)
- المحيطي (مسلسل) على موقع روتن توميتوز (الإنجليزية)
- المحيطي (مسلسل) على موقع فيلمافينيتي (الإسبانية)
- المحيطي (مسلسل) على موقع كينوبويسك (الروسية)
- المحيطي (مسلسل) على موقع ألو سيني (الفرنسية)
- المحيطي (مسلسل) على موقع قاعدة بيانات الفيلم (الإنجليزية)

لم يتم العثور على روابط لمواقع التواصل الاجتماعي.